# هزاران روز خاطره
کتابِ هزار روز یا هزاران روز خاطره (انگلیسی: Book of a Thousand Days) یک رمان فانتزی برای جوانان نوشته شانون هیل است که در سال ۲۰۰۷ منتشر شد. این کتاب بر اساس داستان پریان برادران گریم خدمتکار مالین نوشته شده است.

## تاریخ انتشار
- کتاب‌های کودکان بلومزبری ایالات متحده آمریکا شابک ۱-۵۹۹۹۰-۰۵۱-۳ ، تاریخ انتشار ۱۸ سپتامبر ۲۰۰۷، جلد سخت.

## منبع
1. ↑  «"BOOK OF a THOUSAND DAYS | Kirkus Reviews"».
2. ↑  "Book of a Thousand Days". Wikipedia (به انگلیسی). 2021-10-25.